# Džbánov (okres Ústí nad Orlicí)
Džbánov (německy Zubern), v názvu katastrálního území Džbánov u Vysokého Mýta, je obec a vesnice v okrese Ústí nad Orlicí v Pardubickém kraji, asi 3 km jihojihovýchodně od města Vysoké Mýto. Žije zde 377 obyvatel.

## Historie
První písemná zmínka o obci pochází z roku 1292.
Do 31. prosince 1988 byla vesnice pod názvem Džbánov u Vysokého Mýta samostatnou obcí. Přívlastek ji odlišoval od obce Džbánov (s názvem bez přívlastku) v témž okrese na katastrálním území Džbánov u Litomyšle, která se od 1. července 1985 připojila k obci Voděrady.
Od 1. ledna 1989 do 23. listopadu 1990 byl Džbánov části města Vysoké Mýto. Ke dni voleb 24. listopadu 1990 se pod názvem Džbánov opět osamostatnil.

## Dopravní spojení
Z Vysokého Mýta jezdí do obce autobus, linka Vysoké Mýto-Nové Hrady. Asi 1 kilometr od obce se nalézá železniční zastávka Džbánov, která leží na trati Choceň–Litomyšl.

## Pamětihodnosti
- Babyka ve Džbánově – památný strom v severní části vesnice (49°55′15″ s. š., 16°9′41″ v. d.)
- Pomník obětem 1. světové války z let 1914 - 1918.
- Požární zbrojnice z roku 1935.

## Galerie

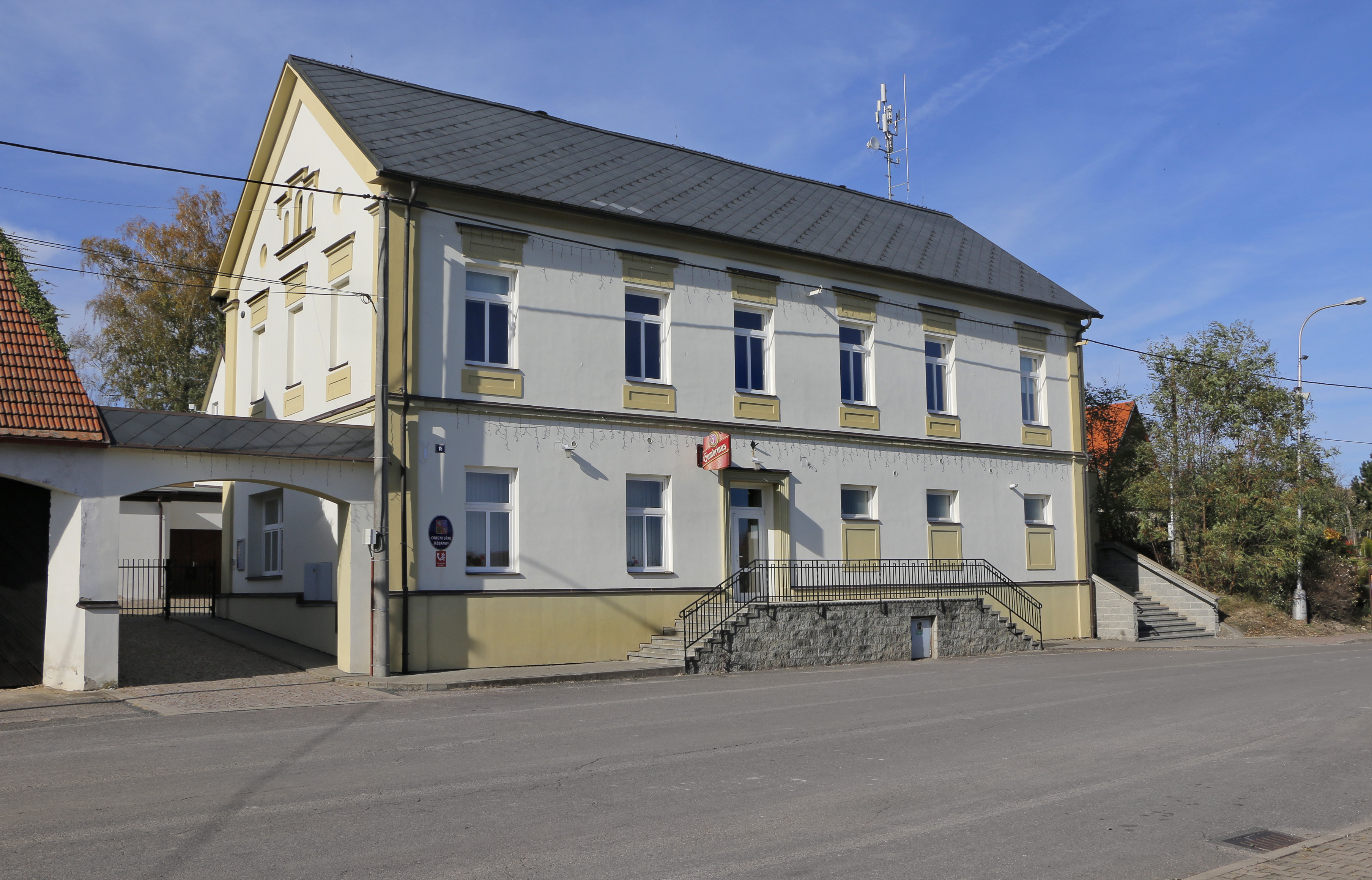
Obecní úřad
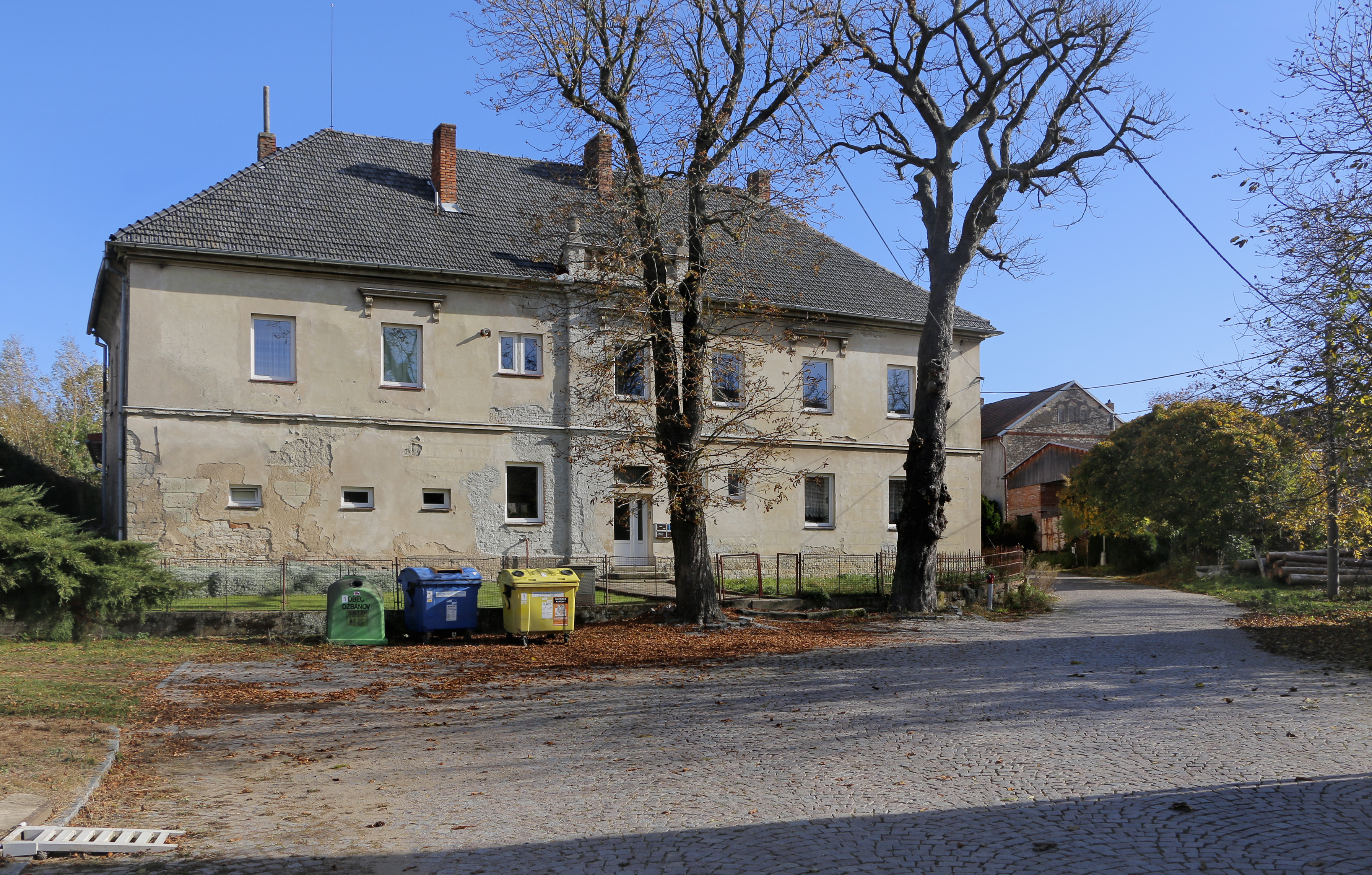
Dům čp. 34
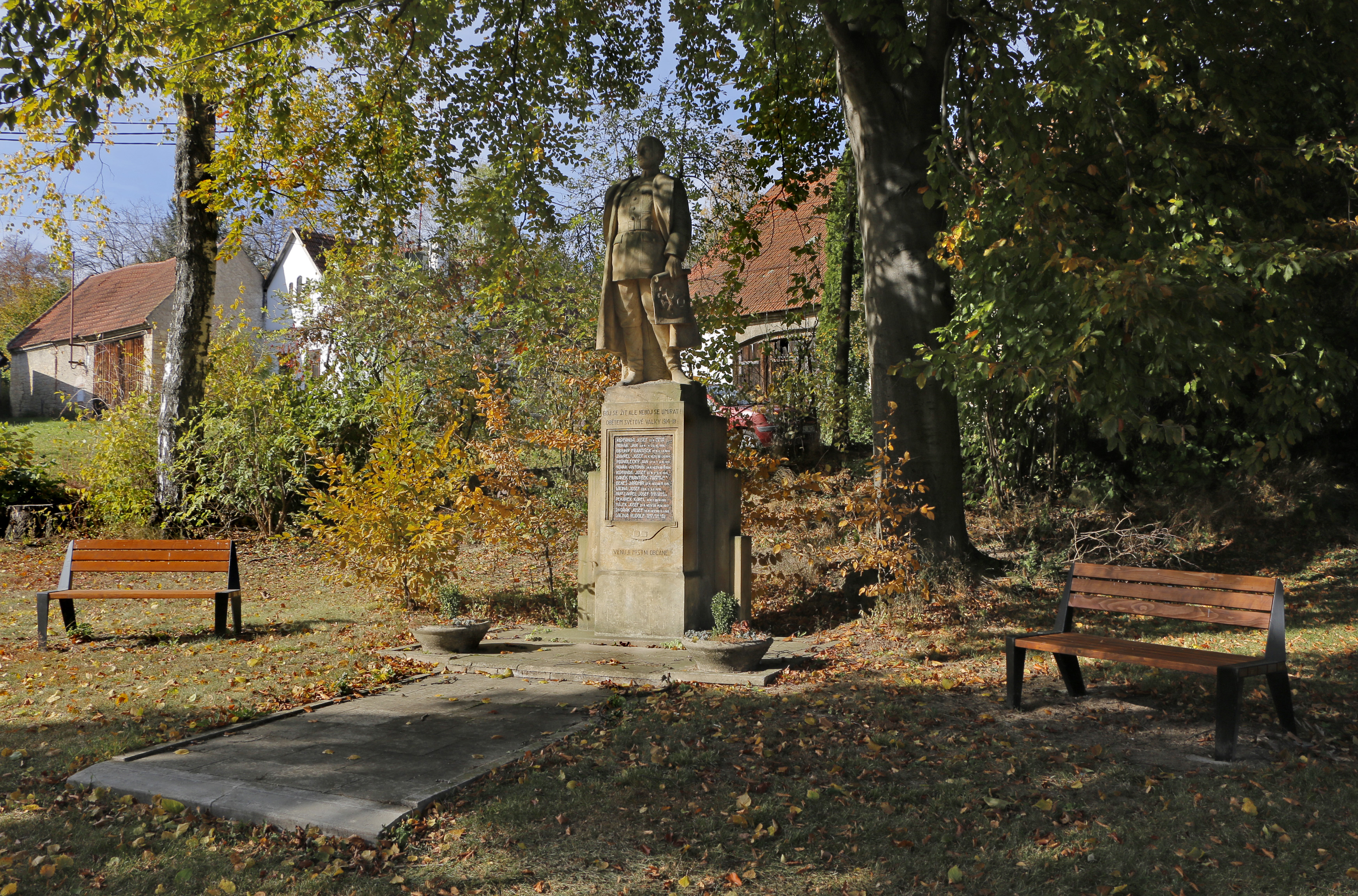
Válečný památník
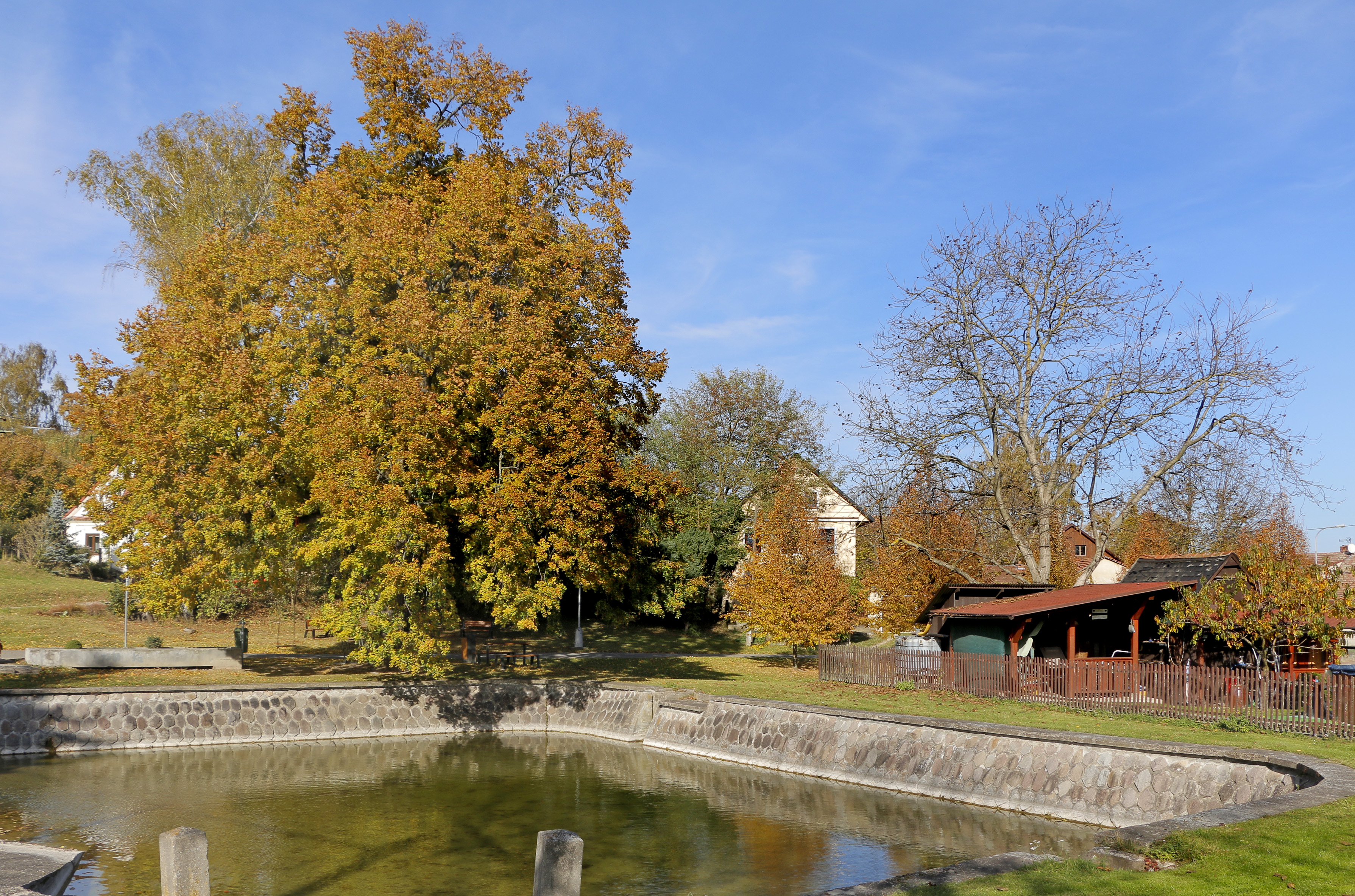
Návesní rybník